# ۷۵۳ (پیش از میلاد)
۷۵۳ (پیش از میلاد) ۷۵۳مین سال قبل از تقویم میلادی است.

## مناسبت‌ها
۲۱ آوریل: برطبق محاسبات مارکوس ترنتیوس وارو، در این سال رومولوس، بنیان‌گذار افسانه‌ای شهر رم، این شهر را بنا کرد.